# Бобовище (Псковская область)
Бобо́вище — деревня в Струго-Красненском районе Псковской области России. Входит в состав сельского поселения «Марьинская волость».

## География
Находится на северо-востоке региона, в центральной части района, в лесной местности, по руч. Вязовик; в 250 м к югу находится озеро Бобо́вищенское. Произрастает ель, берёза.
Уличная сеть не развита.

## История
Упоминается в описях 1498 г. как Бобовища Щирского погоста Шелонской пятины.
В 1941—1944 гг. деревня находилась под фашистской оккупацией войсками Гитлеровской Германии.
Согласно Закону Псковской области от 28 февраля 2005 года деревня Бобовище вошла в состав образованного муниципального образования «Марьинская волость».

## Население
| 2001 | 2002 | 2010 | 2011 |
| ---- | ---- | ---- | ---- |
| 9    | ↗12  | ↘5   | ↗9   |

## Инфраструктура
В 1930-41, 1944-50 годах действовал колхоз «Красное знамя». В 1950-58 гг. — бригада Бобовище колхоза
«Красное знамя». С 1959 г. — бригада Бобовище совхоза «Авангард».

## Транспорт
Деревня доступна по просёлочной дороге.